# 谈姓
谈姓在中国并不是一个常见的姓氏，但也是中国较为古老的姓氏之一。在《百家姓》中排第117位。其起源之說眾多。

## 源流
- 殷商微子啟的後裔。微子啟是殷紂王之兄，見紂王十分無道，屢次規勸，紂王十分惱怒，欲加害之，微子啟只好投奔周武王，這就是著名的“微子去殷”的故事，武王克殷後，周武王封微子啟於宋，公爵，宋國被滅亡時，有宗室「談君」，子孫以谈為姓。因此談姓起源於殷商子姓。談姓後來在梁國發展成望族，世稱梁國望。

- 郯國國君的後裔，嬴姓十四氏之一，因「郯」、「談」相通而改姓。

## 延伸阅读
[在维基数据编辑]
 《百家姓》
 《欽定古今圖書集成·明倫彙編·氏族典·談姓部》，出自陈梦雷《古今圖書集成》